# Mătăsar american
Mătăsarul american (Bombycilla cedrorum) este o specie de pasăre paseriformă din familia Bombycillidae, originară din America de Nord și Centrală, care se reproduce în zonele împădurite deschise din sudul Canadei și iernează în jumătatea de sud a Statelor Unite, America Centrală și nord-vestul îndepărtat al Americii de Sud.
Denumirea genului Bombycilla provine din greaca veche bombux, „mătase” și latina modernă cilla, „coadă”; aceasta este o traducere directă a germanului Seidenschwanz, „coadă mătăsoasă” și se referă la penajul mătăsos și moale al păsării. Specificul cedrorum înseamnă în latină "al cedrilor".

## Comportament
Mătăsarii americani sunt sociabili, fiind văzuți în stoluri pe tot parcursul anului. Sunt păsări non-teritoriale și „de multe ori se vor toaleta reciproc”. Se deplasează dintr-un loc în altul în funcție de locul unde pot găsi surse bune de fructe de pădure.

### Reproducere

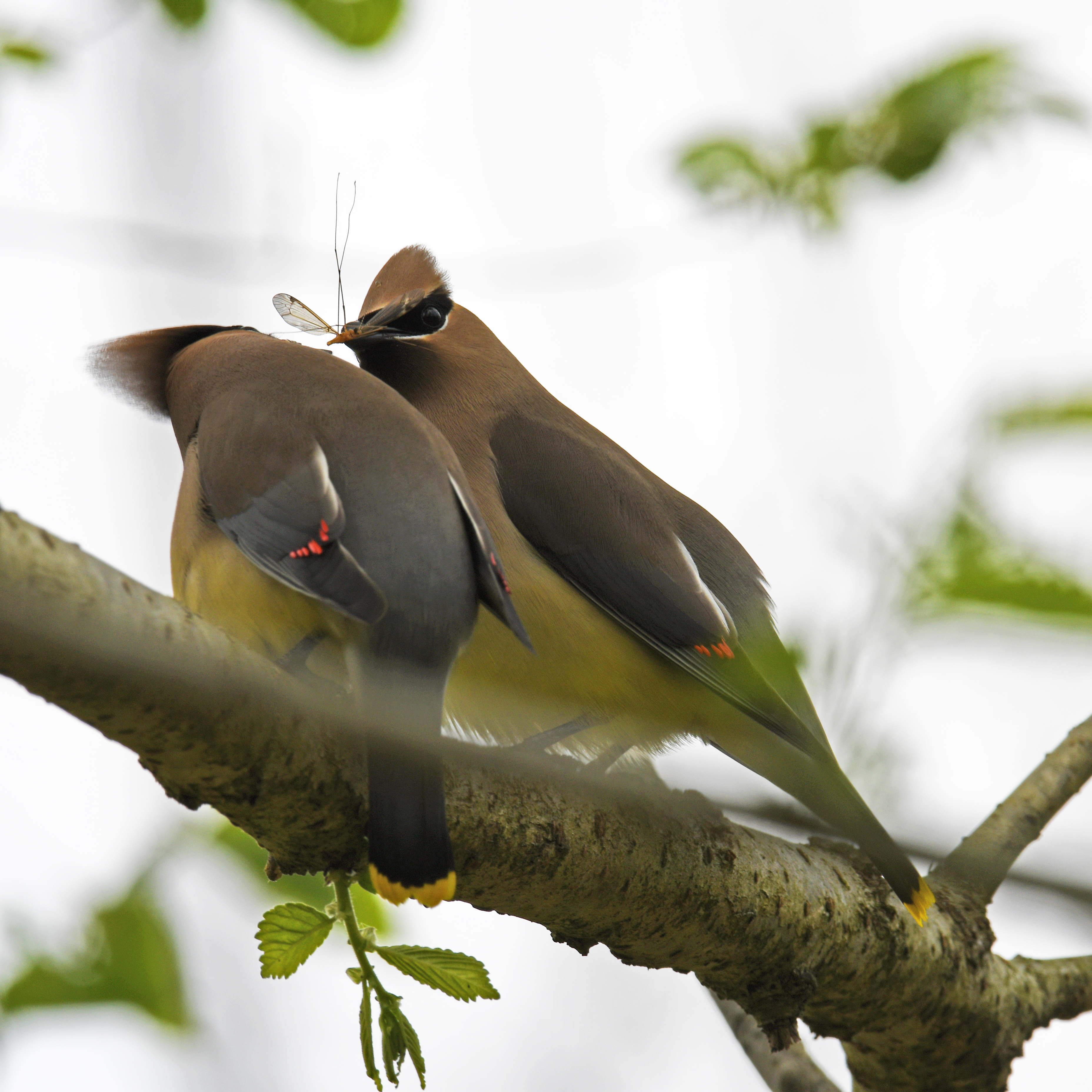
În timpul curtării, masculul și femela își pasează obiecte mici înainte și înapoi, cum ar fi petale de flori sau o insectă

Sezonul de împerechere pentru această pasăre începe pe la sfârșitul primăverii și durează până la sfârșitul verii. Masculul face un „dans săritor” pentru femelă. Dacă ea este interesată, va țopăi înapoi. În timpul curtării, masculul și femela stau împreună și își pasează obiecte mici înainte și înapoi, cum ar fi petale de flori sau o insectă. Perechile care se împerechează își freacă uneori ciocurile între ele. Cuibul este o cupă deschisă construită din iarbă și crengi, căptușită cu materiale mai moi și susținută de o creangă de copac aflată la o înălțime medie de 2 până la 6 m deasupra solului, dar, uneori, mult mai sus. Femela are nevoie de aproximativ cinci sau șase zile pentru a construi cuibul și poate face până la 2.500 de drumuri dus-întors. Uneori, femela fură material de cuib din cuiburile altor specii. Diametrul exterior al cuibului este de aproximativ 12-16 cm. De obicei, sunt depuse 5 sau 6 ouă, pe care femela le clocește timp de 11 până la 13 zile. Ouăle sunt de formă ovală, cu o suprafață netedă și foarte puțin sau deloc lucioasă. Coaja ouălor este de diferite nuanțe de gri deschis sau albăstrui, cu pete neregulate de culoare maro închis sau gri-maroniu. Ambii părinți construiesc cuibul și hrănesc puii. De obicei, există unul sau două pui în timpul sezonului de împerechere. Puii părăsesc cuibul la aproximativ 14-18 zile după eclozare.

### Dietă

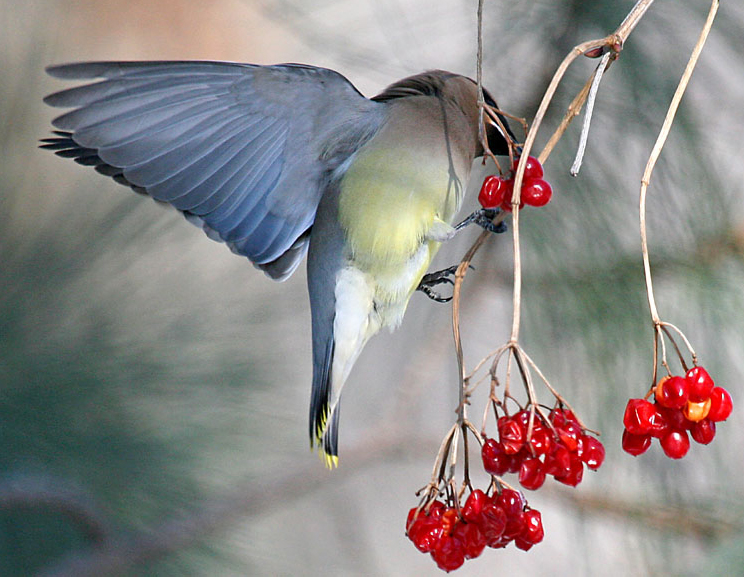
Consumă fructe de pădure

Mătăsarul american mănâncă fructe de pădure și fructe zaharoase pe tot parcursul anului, inclusiv cornus, amelanchier, cedru, ienupăr, păducel și Ilex verticillata, insectele devenind o parte importantă a dietei în sezonul de reproducere. Pasiunea sa pentru conurile mici de cedru roșu de est (un tip de ienupăr) a dat acestei păsări numele său comun în limba engleză (Cedar waxwing). Ei mănâncă fructe de pădure întregi. Uneori zboară deasupra apei pentru a prinde insecte. Uneori este responsabil pentru pagube semnificative la fermele comerciale de fructe și, prin urmare, poate fi considerată un dăunător, în special pentru că se hrănește în grupuri mari.
Atunci când la capătul unei crenguțe se află o rezervă de fructe de pădure la care poate ajunge doar câte o pasăre, membrii unui stol se pot alinia de-a lungul crenguței și pot trece fructele de pădure de la un cioc la altul, astfel încât fiecare pasăre să aibă șansa să mănânce.
Uneori mănâncă fructe care sunt prea coapte și au început să fermenteze, acest lucru ducând la intoxicare.

## Galerie

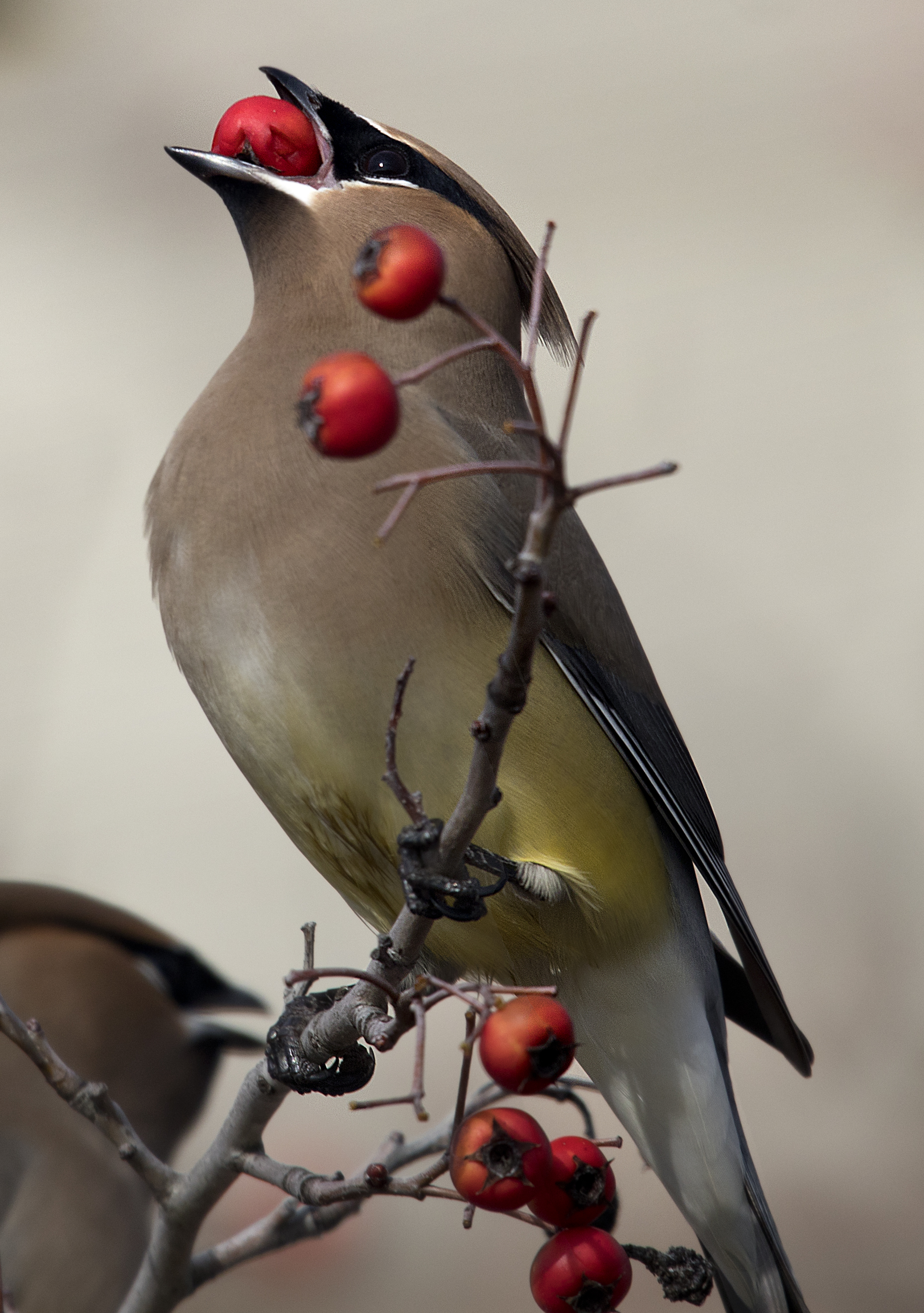
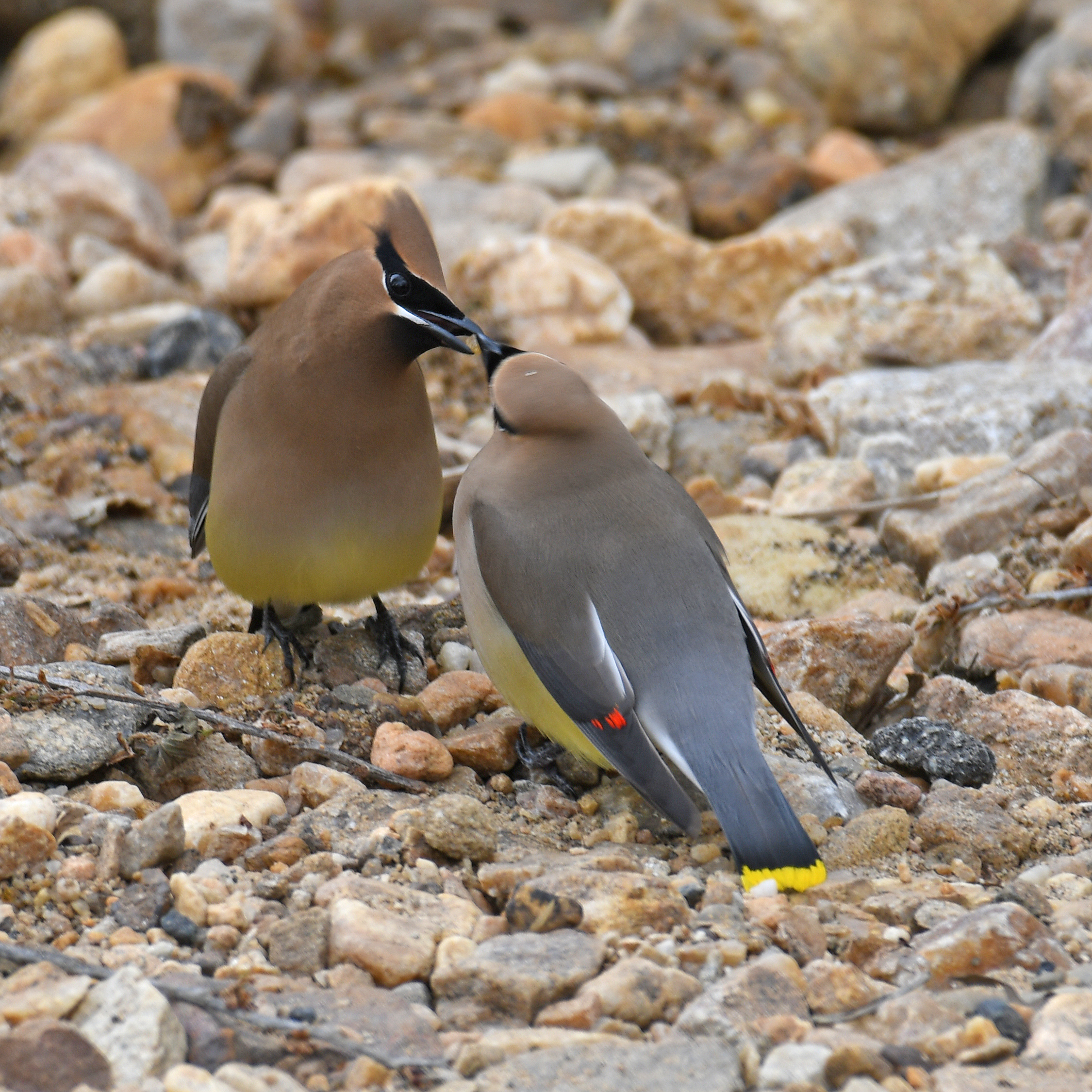
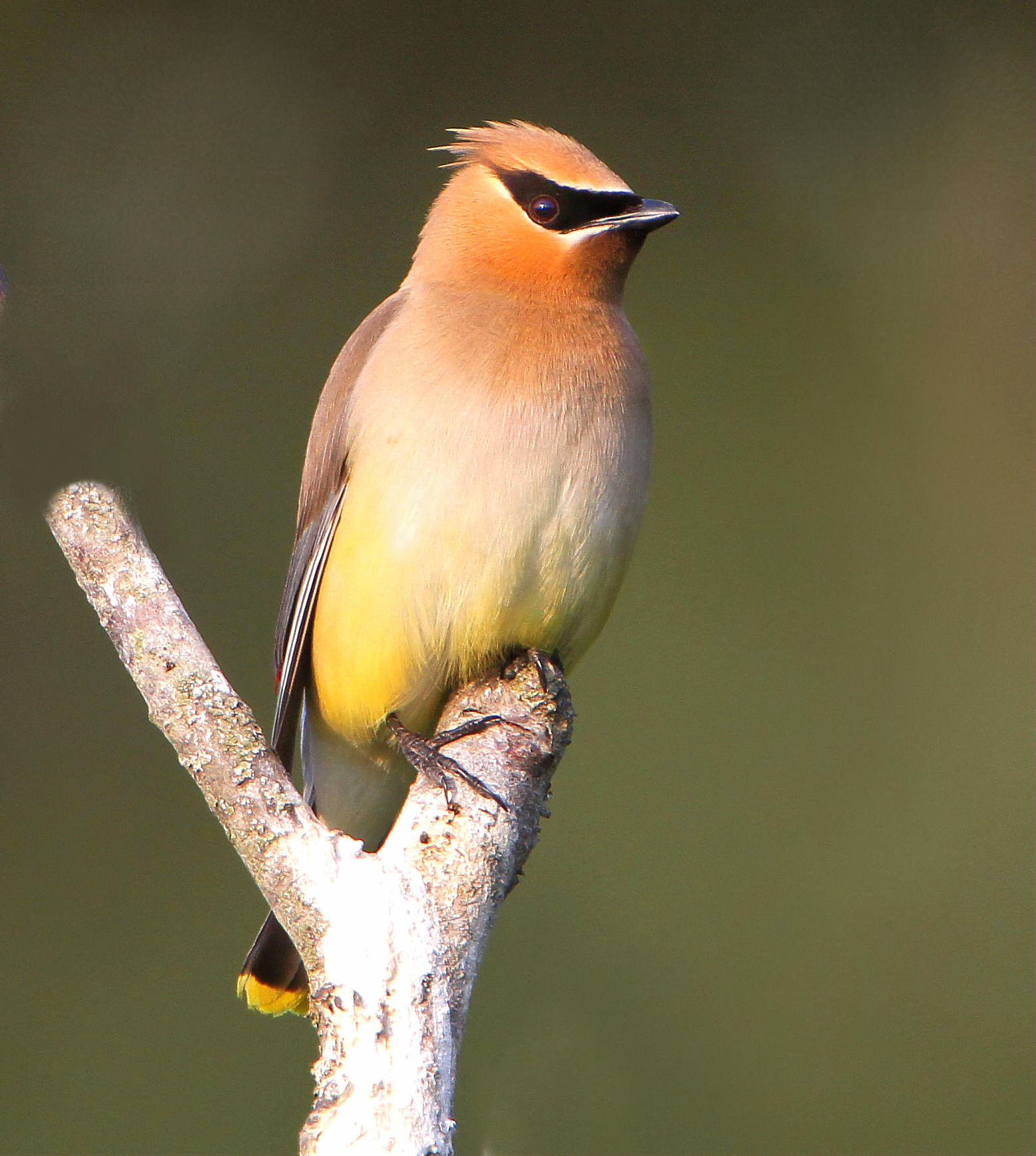
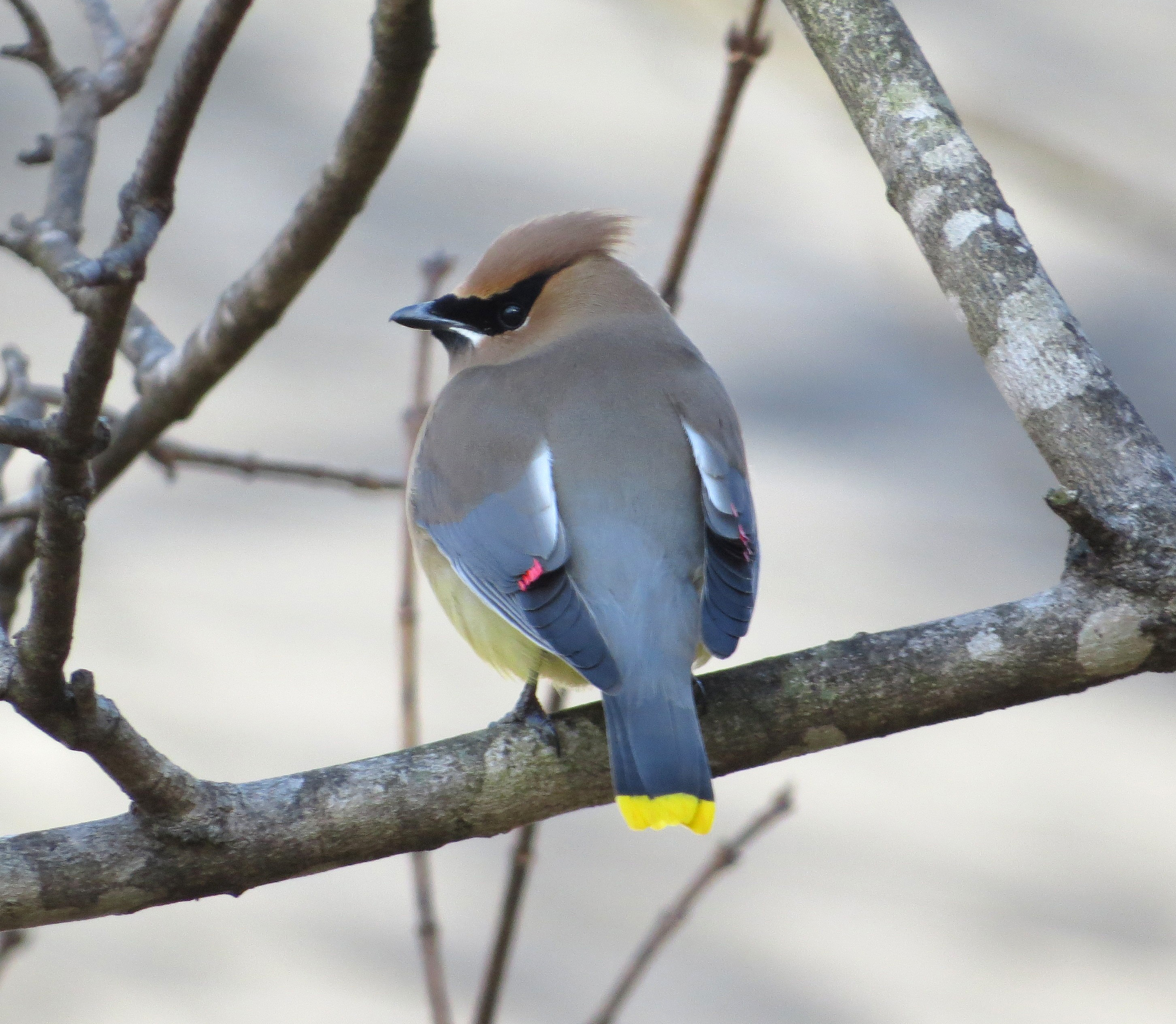
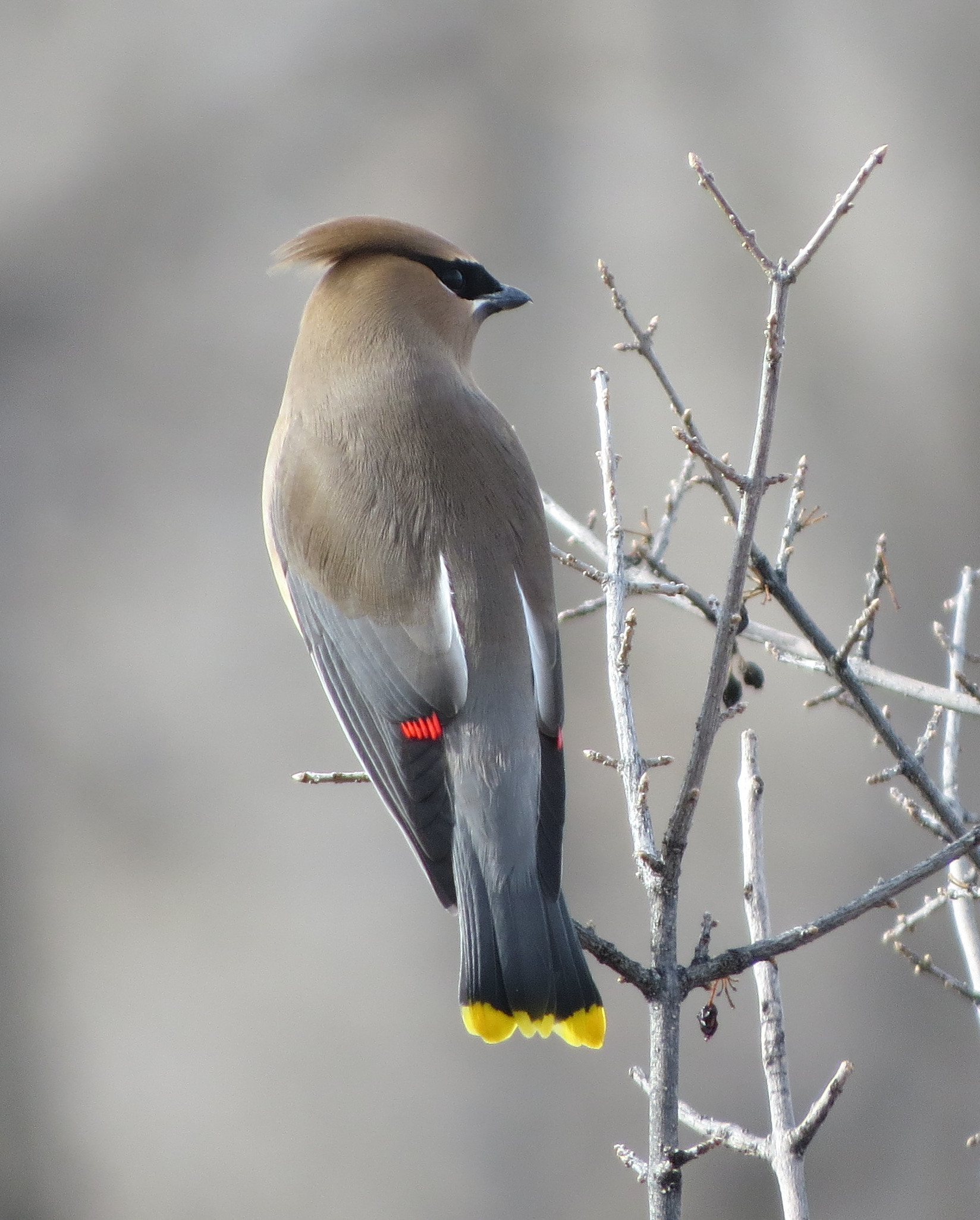
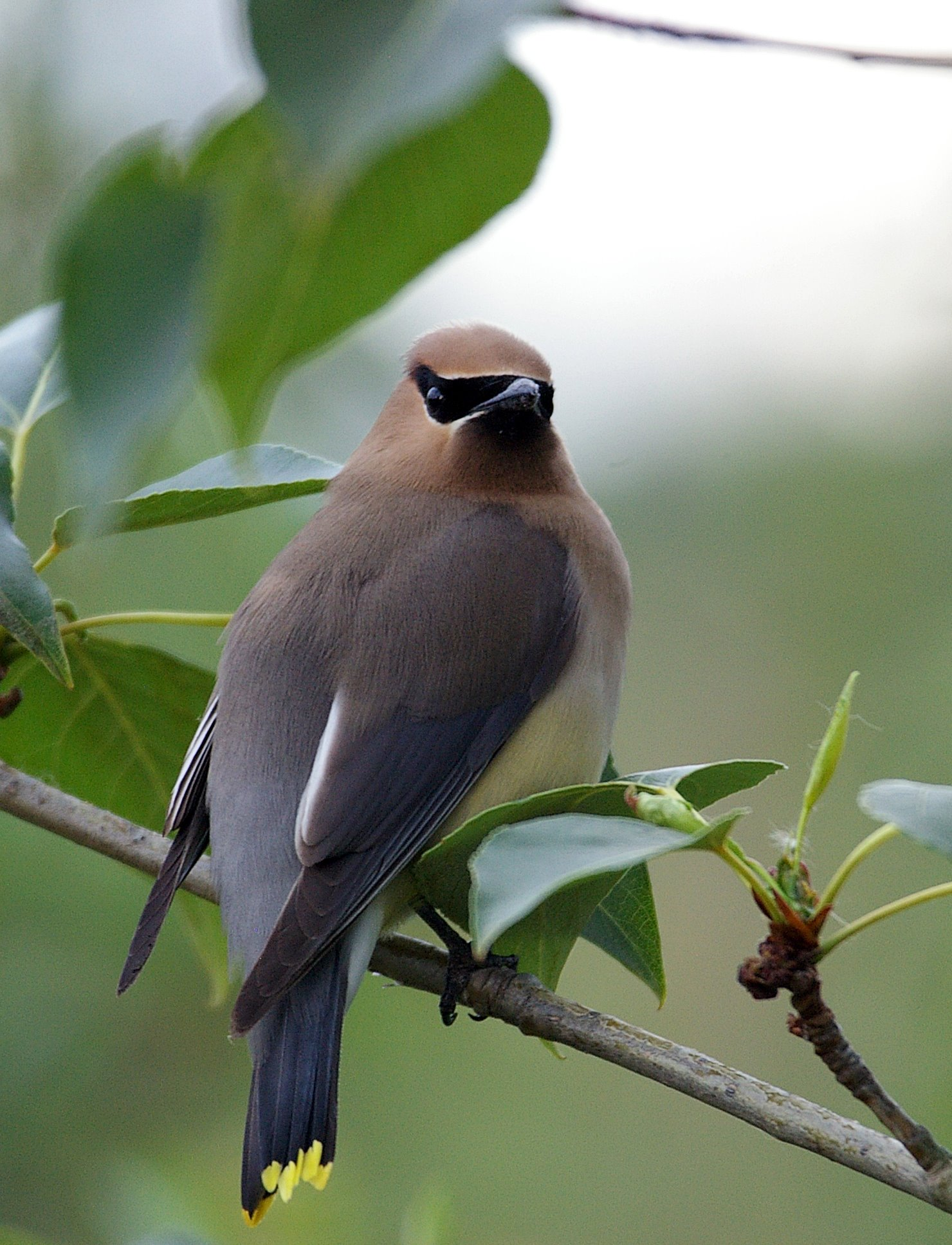
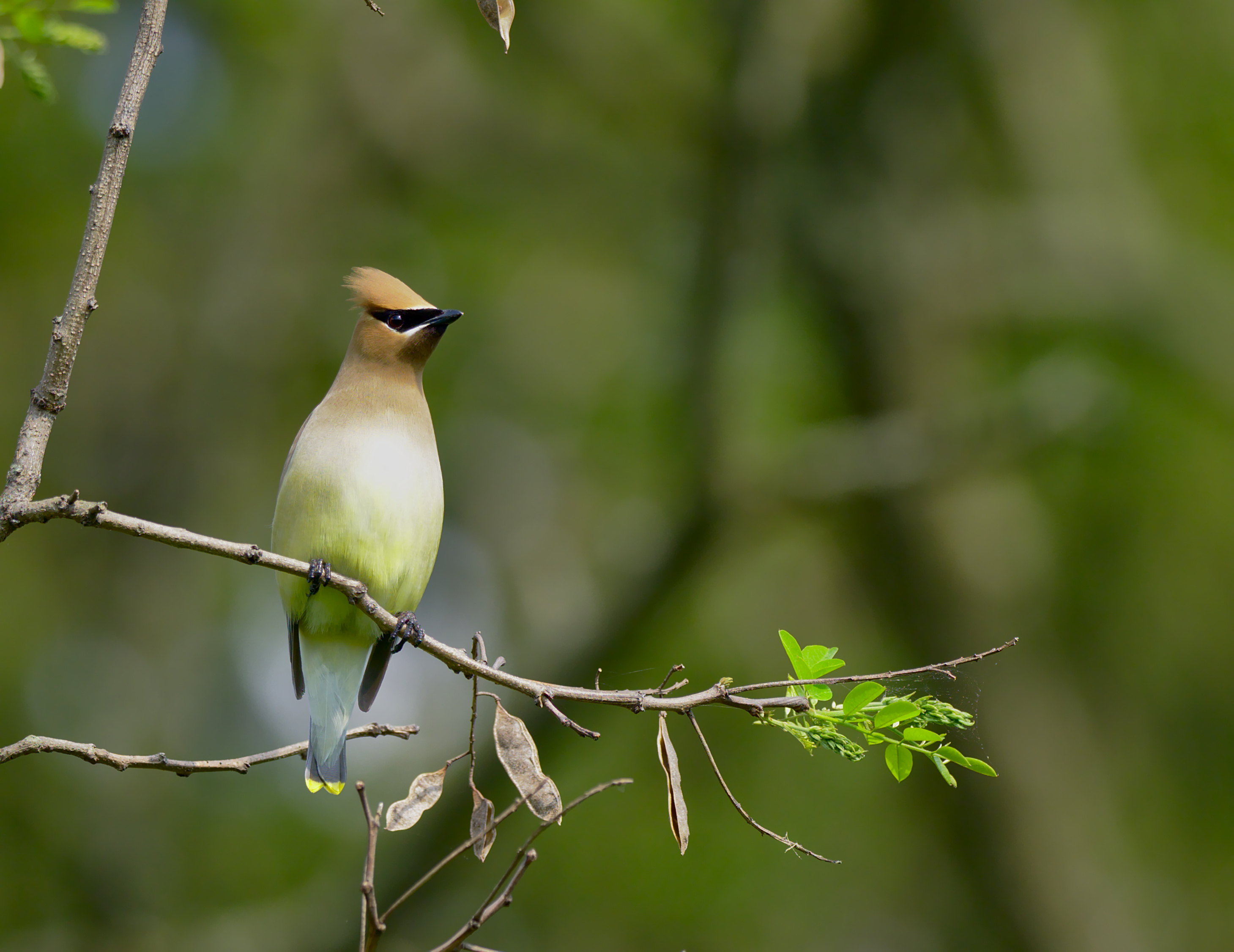
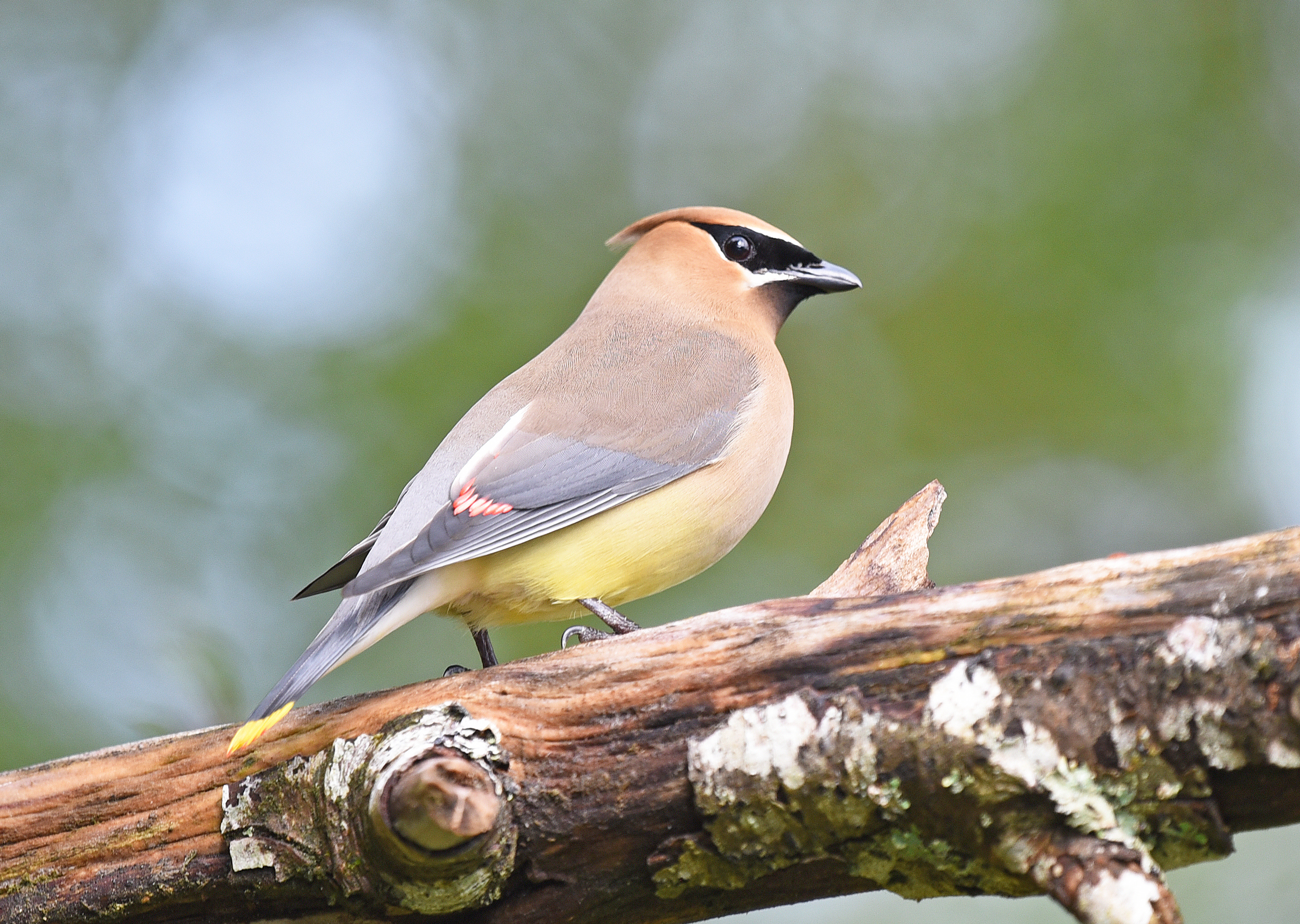
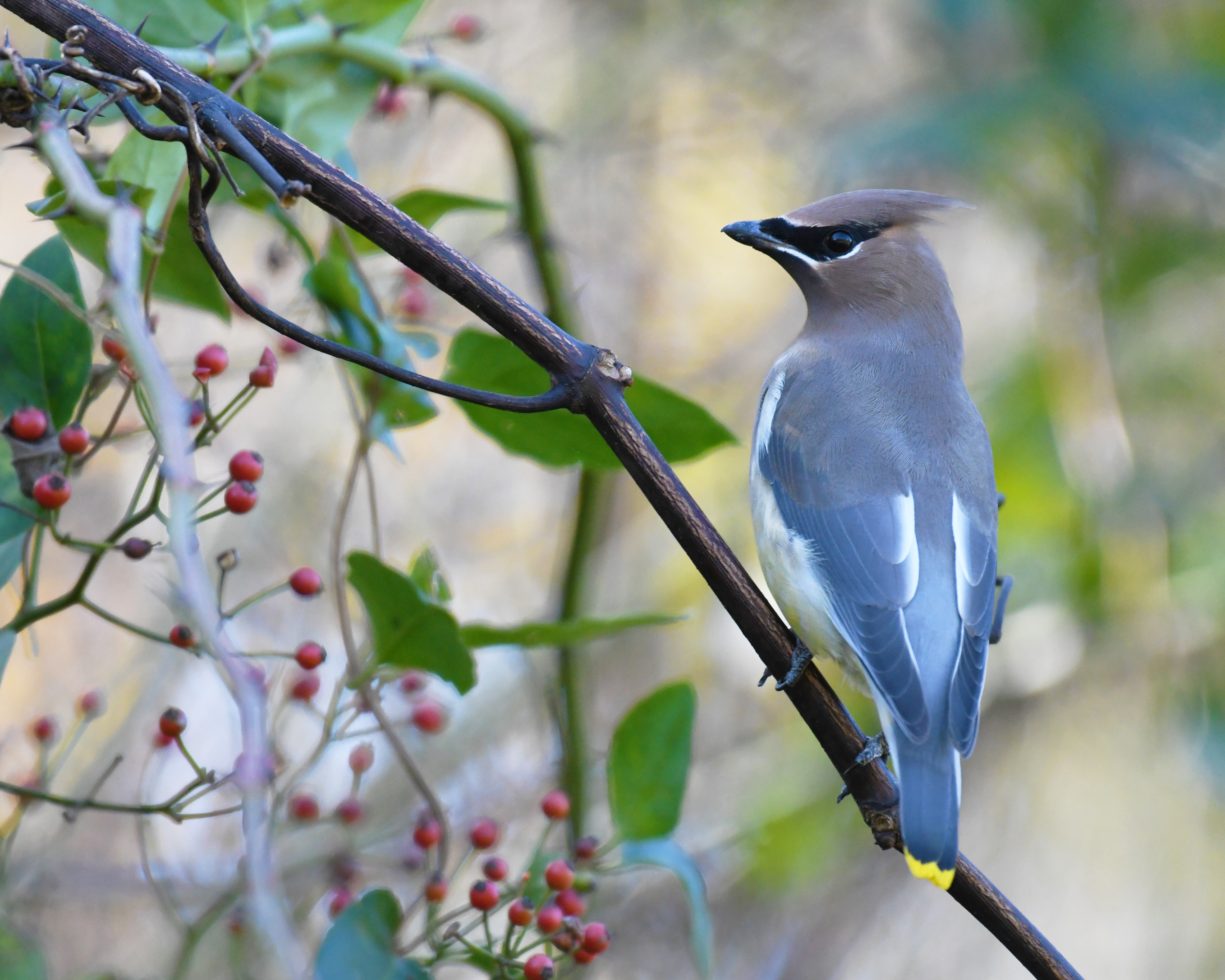
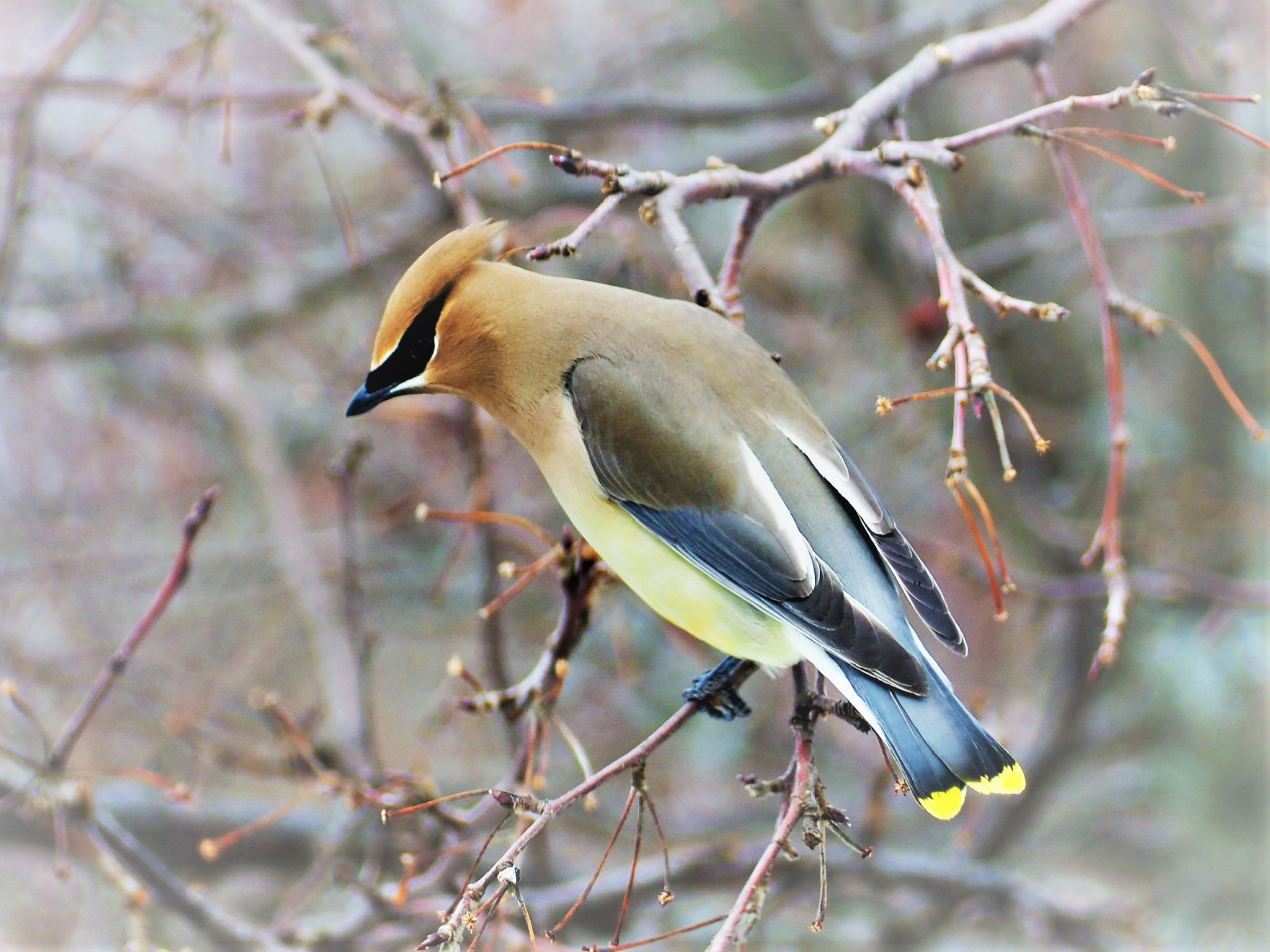